# Janina Gavankar

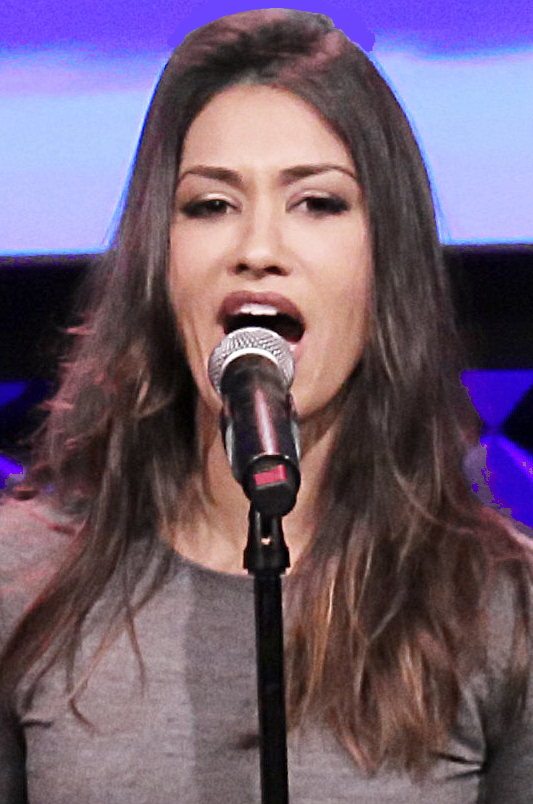
Janina Gavankar (2014)

Janina Zione Gavankar (* 29. November 1980 in Joliet, Illinois) ist eine US-amerikanische Schauspielerin.

## Leben und Karriere
Gavankar wurde 1980 in Illinois als Tochter von Pete und Shan-de-Mohra Gavankar geboren. Ihr Vater war ein indischer Ingenieur, der in die USA kam, um den Master-Abschluss zu erwerben. Ihre Mutter Shan-de-Mohra ist indisch-niederländischer Abstammung und emigrierte ebenfalls von Indien in die USA.
Gavankar absolvierte ihr Schauspielstudium am Department of Performing Arts der University of Illinois at Chicago (UIC). Sie ist bekannt durch ihre Darstellung der Ms. Dewey für die experimentelle Suchmaschine msdewey.com von Microsoft. Im Video Float Away vom Album Tranqulizer der Band Recliner spielt sie die Fahrerin des Fluchtwagens. In der vierten Staffel von The L Word – Wenn Frauen Frauen lieben übernahm sie die Rolle der Papi. Von 2014 bis 2016 spielte sie in der US-Krimiserie Detective Laura Diamond die Rolle der NYPD-Polizistin Detective Meredith Bose. 
2017 porträtierte Gavankar in der vierten Staffel der Fox-Mysteryserie Sleepy Hollow – einer Adaption von Washington Irvings The Legend of Sleepy Hollow – die Hauptfigur der Homeland-Security-Agentin Diana Thomas. 2014 verkörperte sie außerdem den Charakter Amita im Videospiel Far Cry 4 von Ubisoft, und 2017 den Charakter Iden Versio im Spiel Star Wars: Battlefront II von Electronic Arts und Disney.

## Filmografie (Auswahl)
- 2001: Why Is God … (Kurzfilm)
- 2002: Barbershop
- 2003: Dark
- 2004: Barbershop 2 (Barbershop 2: Back in Business)
- 2005: Cup of My Blood
- 2005: Aankhon Mein Sapne Liye
- 2006: Bull Run
- 2007, 2009: The L Word – Wenn Frauen Frauen lieben (The L Word, Fernsehserie, 12 Folgen)
- 2008: Stargate Atlantis (Fernsehserie, Folge 5x07)
- 2008: Grey’s Anatomy (Fernsehserie, 2 Folgen)
- 2009: Navy CIS (NCIS, Fernsehserie, Folge 6x12)
- 2009–2013, 2015: The League (Fernsehserie, 10 Folgen)
- 2010: The Gates (Fernsehserie, 11 Folgen)
- 2011: God Reschedules Rapture (Kurzfilm)
- 2011: The Custom Mary
- 2011–2013: True Blood (Fernsehserie, 20 Folgen)
- 2012: Satellite of Love
- 2012: I Am Afraid of Virginia Wolf
- 2013: Who’s Afraid of Vagina Wolf?
- 2013: Arrow (Fernsehserie, 4 Folgen)
- 2013: Vampire Diaries (The Vampire Diaries, Fernsehserie, 4 Folgen)
- 2014: Denk wie ein Mann 2 (Think Like a Man Too)
- 2014–2016: Detective Laura Diamond (The Mysteries of Laura, Fernsehserie, 38 Folgen)
- 2017: Sleepy Hollow (Fernsehserie, 13 Folgen)
- 2017: Sidney Hall
- 2017: Norman Pinski Come Home (Kurzfilm)
- 2018: Blindspotting
- 2018: White Orchid
- 2019: Stucco (Kurzfilm, auch Regie und Drehbuch)
- 2019–2021: The Morning Show (Fernsehserie, 15 Folgen)
- 2020: Out of Play: Der Weg zurück (The Way Back)
- 2020: Punching and Stealing
- 2020–2022: The Mighty Ones (Fernsehserie, 27 Folgen, Stimme)
- 2021: Encounter
- 2021–2022: Big Sky (Fernsehserie, 18 Folgen)
- 2022: The Woman in the House Across the Street from the Girl in the Window (Fernsehserie, 2 Folgen)
- 2022: Star Wars: Geschichten der Jedi (Tales of the Jedi, Fernsehserie, Folge 1x01, Stimme)
- 2023: Noch nie in meinem Leben … (Never Have I Ever, Fernsehserie)
- 2024: Borderlands

## Videospiele
- 2014: Far Cry 4
- 2017: Horizon: Zero Dawn
- 2017: Star Wars: Battlefront II
- 2019: Afterparty
- 2023: Stray Gods
- 2023: Alan Wake 2